# Palasbari
Palasbari é uma cidade  no distrito de Kamrup, no estado indiano de Assam.

## Geografia
Palasbari está localizada a 26° 08′ N, 91° 30′ L. Tem uma altitude média de 46 metros (150 pés).

## Demografia
Segundo o censo de 2001, Palasbari tinha uma população de 4741 habitantes. Os indivíduos do sexo masculino constituem 51% da população e os do sexo feminino 49%. Palasbari tem uma taxa de literacia de 80%, superior à média nacional de 59,5%: a literacia no sexo masculino é de 85% e no sexo feminino é de 75%. Em Palasbari, 9% da população está abaixo dos 6 anos de idade.